# 史书翰
史书翰（1909年—1966年8月27日），山西省沁源县城关镇城北村人，中华人民共和国政治人物。

## 生平
早年考入山西省立川至医学专科学校，1933年毕业后留校任助教。1935年被派往日本留学，入东京帝国大学医学部专攻人体解剖学，1937年毕业归国。后到太原后方医院任医务主任。1939年8月，任八路军总医院医务主任。1940年3月，学校迁至延安柳村店，改名中国医科大学，他担任总医院副院长兼中国医科大学教育长。1942年秋改任中国医科大学副校长。1948年，创办了西北医学院，任院长。1950年，更名为中国人民解放军第四军医大学，继续兼任该校校长。1953年，历任中国人民解放军总后勤部卫生部教育处处长、训练局局长，中国人民解放军总后勤部学校管理部副部长兼卫生部训练局局长。1955年，授予军医大校军衔，荣获二级独立勋章、二级解放勋章。1957年起，任国家卫生部保健局局长。1965年改任中华人民共和国卫生部副部长。文化大革命中受到迫害，1966年8月25日因不堪凌辱，服安眠药自尽，至8月27日经抢救无效不幸逝世，终年57岁。